# Грохотно
Грохо́тно (болг. Грохотно) — село в Смолянській області Болгарії. Входить до складу общини Девин.

## Населення
За даними перепису населення 2011 року у селі проживали 937 осіб.
Національний склад населення села:
| Національність   | Кількість осіб | Відсоток |
| ---------------- | -------------- | -------- |
| турки            | 587            | 97,2%    |
| болгари          | 9              | 1,5%     |
| Всього відповіли | 604            |          |

Розподіл населення за віком у 2011 році:
Динаміка населення: